# Juscelinomys guaporensis
Juscelinomys guaporensis är en däggdjursart som beskrevs av Emmons 1999. Juscelinomys guaporensis ingår i släktet Juscelinomys och familjen hamsterartade gnagare. IUCN kategoriserar arten globalt som otillräckligt studerad. Inga underarter finns listade i Catalogue of Life.
Denna gnagare är bara känd från en liten region i östra Bolivia vid gränsen till Brasilien. Arten upptäcktes i en savann med lång och tät gräs som hade några glest fördelade träd och som var omgiven av skogar.